# Riesensalangane
Die Riesensalangane (Hydrochous gigas) ist eine Vogelart aus der Familie der Segler (Apodidae). Sie ist mit einer Körperlänge von 16 Zentimetern die mit Abstand größte Salanganenart. Nicht zuletzt aufgrund dieses Größenunterschieds wird sie als einzige Art in die Gattung Hydrochous gestellt. Die Riesensalangane kommt in Indonesien und Malaysia vor. Der hauptsächliche Lebensraum sind Hochlagen des tropischen Regenwalds. Die Art brütet in unmittelbarer Nähe von Wasserfällen. Von der IUCN wird die Art aufgrund des durch Abholzung und Schädigung des Regenwalds verursachten Lebensraumverlusts als „potenziell gefährdet“ (near threatened) eingestuft.

## Merkmale
Aufgrund ihrer für Salanganen ungewöhnlichen Größe und der charakteristischen Flugbewegungen ist die Riesensalangane recht einfach zu bestimmen. Die Körperlänge beträgt 16 Zentimeter, die Flügellänge liegt zwischen 142 und 158 Millimetern. Die schwarzbraune Gefiederfärbung zählt zu den dunkelsten und einheitlichsten unter den Salanganenarten. Der Schwanz weist eine recht deutliche Gabelung auf, der Einschnitt misst zwischen 6,5 und 13 Millimeter. Während des Fluges wird der Schwanz über längere Zeiträume geschlossen gehalten, so dass die Gabelung nicht zu erkennen ist. Beide Geschlechter sehen gleich aus.
Die Lautäußerungen wurden als lautes Zwitschern beschrieben, das das Tosen von Wasserfällen übertönen kann.